# Медоуз, Остин
Остин Уэйд Медоуз (англ. Austin Wade Meadows, 3 мая 1995, Атланта) — американский бейсболист, аутфилдер клуба МЛБ «Тампа-Бэй Рейс». Участник Матча всех звёзд 2019 года.

## Карьера
Остин вырос в Грейсоне, там же закончил старшую школу. Кроме бейсбола он также играл за школьную команду по американскому футболу на позициях раннинбека, ресивера и пантера. Перед драфтом МЛБ 2013 года Медоуз входил в пятёрку самых перспективных игроков. В первом раунде драфта под общим девятым номером его выбрали «Пайрэтс». Остин планировал поступать в Университет Клемсона, но после драфта поменял своё решение и подписал с «Питтсбургом» контракт. Бонус за подписание составил более 3 млн долларов.
После подписания соглашения он начал выступления в дочерних командах системы клуба — «Галф-Кост Пайрэтс» и «Джеймстаун Джаммерс». Сезон 2014 года Медоуз начал в A-лиге в составе «Вест Виргиния Пауэр», но из-за травмы мышц бедра провёл всего 38 игр. Восстановившись, в 2015 году, Остин играл за «Брейдентон Мародерс» и был включён в сборную звёзд Лиги штата Флорида.
Во время предсезонных сборов в 2016 году он получил травму глаза. После восстановления Медоуз продолжил играть за «Алтуна Кёрв», а в июне был переведён в AAA-лигу в «Индианаполис Индианс». Весной 2017 года Остин занимал второе место в рейтинге перспективных игроков «Пайрэтс» и был приглашён на предсезонные сборы команды. По их итогам тренерский штаб команды принял решение оставить его на сезон в «Индианс».
В мае 2018 года Медоуз был переведён в основной состав «Пайрэтс» и дебютировал в МЛБ. До конца мая он сыграл в 13 матчах, отбивая с показателем 40,9 %, выбив четыре хоум-рана, один трипл и три дабла. По итогам месяца Остин был признан лучшим новичком Национальной лиги. 31 июля, в последний день перед дедлайном, «Пайрэтс» обменяли Остина в «Тампу-Бэй» на питчера Криса Арчера. После перехода Медоуз был переведён в состав «Дарем Буллз» в AAA-лигу.